# Добрынский-Симский, Фёдор Константинович
Фёдор Константинович Добрынский-Симский (ум. 1445) — московский воевода и боярин в эпоху правления князя Василия II.
Происходил из дворянского рода Добрынских. По имени своего владения, села Сима в Юрьевском уезде, начал называться Добрынским-Симским.
В 1429 году вместе с князем Фёдором Давыдовичем Палецким, отделившись с небольшим отрядом от основного русского войска, ходил в погоню за казанскими татарами, напавшими на Галич и Кострому, и отбил у них весь полон и награбленное имущество.
На протяжении всей междоусобной войны за московский престол, в отличие от своих многочисленных братьев, оставался верным Василию II, за что был с похвалой отмечен в летописях.
В 1445 году погиб в битве под Суздалем.
Супругой Фёдора Константиновича была Мария, дочь боярина Дмитрия Васильевича. Оставил единственного сына — воеводу и боярина Василия Фёдоровича Образца Добрынского-Симского. Знаменитый воевода Иван Васильевич Хабар Симский приходился Фёдору Константиновичу внуком.